# Hydrobiosis clavigera
Hydrobiosis clavigera är en nattsländeart som beskrevs av Mcfarlane 1951. Hydrobiosis clavigera ingår i släktet Hydrobiosis och familjen Hydrobiosidae. Inga underarter finns listade i Catalogue of Life.